# Vonette Dixon
Vonette Dixon (Hanover, 26 november 1975) is een Jamaicaanse atlete, die is gespecialiseerd in de 100 m horden.

## Loopbaan
Dixon nam driemaal deel aan de wereldkampioenschappen en kwalificeerde zich driemaal voor de finale. In 2001 werd ze achtste, in 2003 negende en in 2007 zevende.
Haar beste prestatie leverde Vonette Dixon in 2002 met het winnen van een zilveren medaille op de Gemenebestspelen in Manchester. Met een tijd van 12,83 s eindigde ze achter haar landgenote Lacena Golding-Clark (goud; 12,77) en voor de Nigeriaanse Angela Atede. Na afloop liep ze samen met Lacena Golding-Clark een ereronde met de Jamaicaanse vlag. Op de Olympische Spelen van 2008 in Peking maakte ze haar olympische debuut. Ze sneuvelde echter in de halve finale van de 100 m horden.

## Persoonlijke records
Outdoor
| Onderdeel    | Prestatie | Datum            | Plaats |
| ------------ | --------- | ---------------- | ------ |
| 100 m        | 11,47 s   | 15 april 2000    | Tempe  |
| 100 m horden | 12,64 s   | 29 augustus 2007 | Osaka  |

Indoor
| Onderdeel   | Prestatie | Datum            | Plaats       |
| ----------- | --------- | ---------------- | ------------ |
| 60 m        | 7,33 s    | 27 februari 2000 | Fayetteville |
| 50 m horden | 6,85 s    | 24 februari 2002 | Liévin       |
| 55 m horden | 7,55 s    | 6 februari 2000  | Gainesville  |
| 60 m horden | 7,92 s    | 24 februari 2002 | Liévin       |

## Palmares

### 60 m horden
- 2010: 6e WK indoor - 7,99 s

### 100 m horden
- 2001: 8e WK - 13,02 s
- 2002:  Gemenebestspelen - 12,83 s
- 2003: 9e WK - 12,87 s
- 2007: 4e Pan-Amerikaanse Spelen - 12,86 s
- 2007: 7e WK - 12,64 s
- 2007: 5e Wereldatletiekfinale - 12,90 s
- 2011: 4e Bislett Games - 13,07 s